# 부갑상샘
부갑상샘(영어: parathyroid gland)은 목의 한가운데 앞으로 튀어나온 물렁뼈 바로 아래쪽에서 숨길 주위를 나비 모양으로 둘러싸고 있는 갑상샘 뒤에 있으며, 부갑상샘 호르몬을 만드는 내분비기관이다.
상피소체라고도 한다. 포유류에서는 갑상선에 붙어 있으나, 조류·파충류·양서류에서는 따로 있고, 어류에는 없다. 부갑상선에서는 파라토르몬을 분비하는데, 파라토르몬은 체액 속의 칼슘과 인의 대사를 조절한다. 파라토르몬이 과다하게 분비되거나 칼슘 섭취를 오래 하지 못하면 뼈가 약해지고, 파라토르몬이 부족할 경우에는 혈액 속의 칼슘량이 감소되어 신경과 근육의 과민성을 초래하는 테타니병에 걸리게 된다.

## 모양과 크기
보통 사람은 좌·우 갑상샘 아래 위로 한 개씩 총 4개의 부갑상샘을 갖고 있고, 길이는 약 5mm 노란색 쌀알 모양으로 4개의 평균 무게는 남자는 120mg, 여자는 142mg이다.

## 하는 일
부갑상샘에서 만드는 부갑상샘 호르몬은 피속의 칼슘 이온의 양을 조절하는 일을 한다. 위장관에서 칼슘의 흡수를 돕고, 콩팥에서 칼슘 흡수를 증가시키고, 인의 재흡수를 억제하여 혈중 칼슘 수치를 상승시키고 인산염의 농도를 감소시킨다. 또한 비타민 D의 전환을 증가시킨다. 부갑상샘 호르몬의 분비가 지나치면 골다공증과 다른 조직의 석회화를 일으킨다.

## 용어 변천사
애초에는 부갑상선(副甲狀腺)으로 불렸으나, 대한의사협회 의학용어위원회에서 2001년 발간되고 2006년 수정 보완된 의학용어집 제4집에서 외래어를 쉬운 우리말 표현으로 바꾸어 부갑상샘으로 정의되었으며, 2008년 11월 발간된 의학용어집 제5집에서는 생소한 한글 용어에 불편을 느끼는 사용자를 위해 기존의 한자어 용어를 되살려 부갑상샘, 부갑상선을 병기하였다. 곁목밑샘으로 불리기도 한다.

## 같이 보기
- 갑상샘